# زبیشیتشکی
زبیشیتشکی (به چکی: Zběšičky) یک منطقهٔ مسکونی در جمهوری چک است که در شهرستان پیسک واقع شده‌است. زبیشیتشکی ۵٫۹۲ کیلومتر مربع مساحت و ۱۲۵ نفر جمعیت دارد و ۴۶۳ متر بالاتر از سطح دریا واقع شده‌است.